# La gallina dalle uova d'oro
La gallina dalle uova d'oro è una favola attribuita a Esopo.

## Trama
La favola parla di un contadino che possedeva una gallina in grado di produrre uova d'oro. Un giorno il contadino pensò di uccidere la gallina in modo da impossessarsi di tutte le uova dentro la pancia dell'animale, cosi le tagliò il ventre, ma senza trovare nulla. 
In tal modo, insieme alla gallina perse anche le uova che essa faceva ogni giorno, e diventò povero. La morale della favola insegna ad accontentarsi di ciò che si ha, e che l'avidità gioca brutti scherzi.

## Nella cultura popolare
Dalla sua morale nasce probabilmente il detto popolare "Chi troppo vuole nulla stringe".
La "Gallina dalle uova d’oro” è un’espressione utilizzata in riferimento ad una persona, ad un oggetto o ad un’attività che si rivela essere estremamente redditizia e durevole, fonte di facile guadagni senza sforzo.